# 维勒法尔若
维勒法尔若（法語：Villefargeau，法語發音：[vilfaʁʒo] ⓘ）是法国勃艮第-弗朗什-孔泰大区约讷省的一个市镇，属于欧塞尔区。

## 地理
维勒法尔若（47°46'57"N, 3°30'15"E）面积13.77 平方千米，位于法国勃艮第-弗朗什-孔泰大區约讷省，该省份为法国中北部内陆省份，西接卢瓦雷省，西北接塞纳-马恩省，南至涅夫勒省，东临科多尔省，东北与奥布省接壤。
与维勒法尔若接壤的市镇（或旧市镇、城区）包括：沙尔比、欧塞尔、舍瓦讷、兰德里、博尔什河畔圣乔治。
维勒法尔若的时区为UTC+01:00、UTC+02:00（夏令时）。

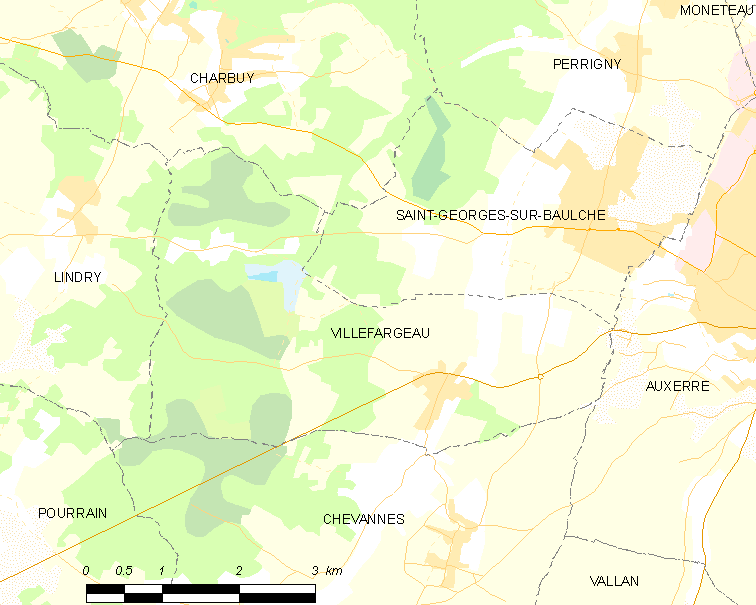
维勒法尔若的OSM定位图

## 行政
维勒法尔若的邮政编码为89240，INSEE市镇编码为89453。

## 政治
维勒法尔若所属的省级选区为欧塞尔第一县。

## 人口

1962-2008年间维勒法尔若人口变化图示

维勒法尔若于2022年1月1日时的人口数量为1101人。